# 岩城漁港

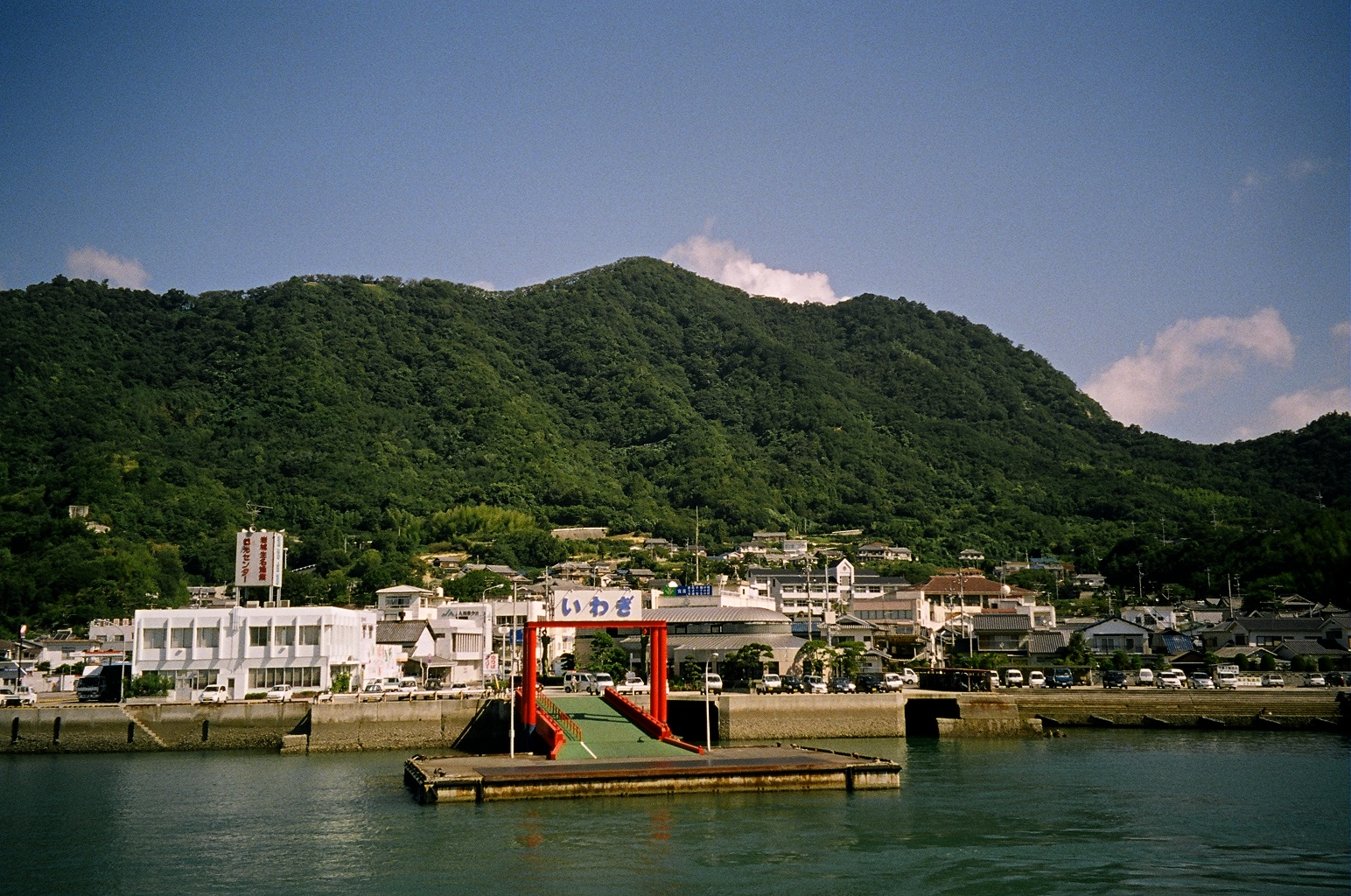
岩城港と岩城地区

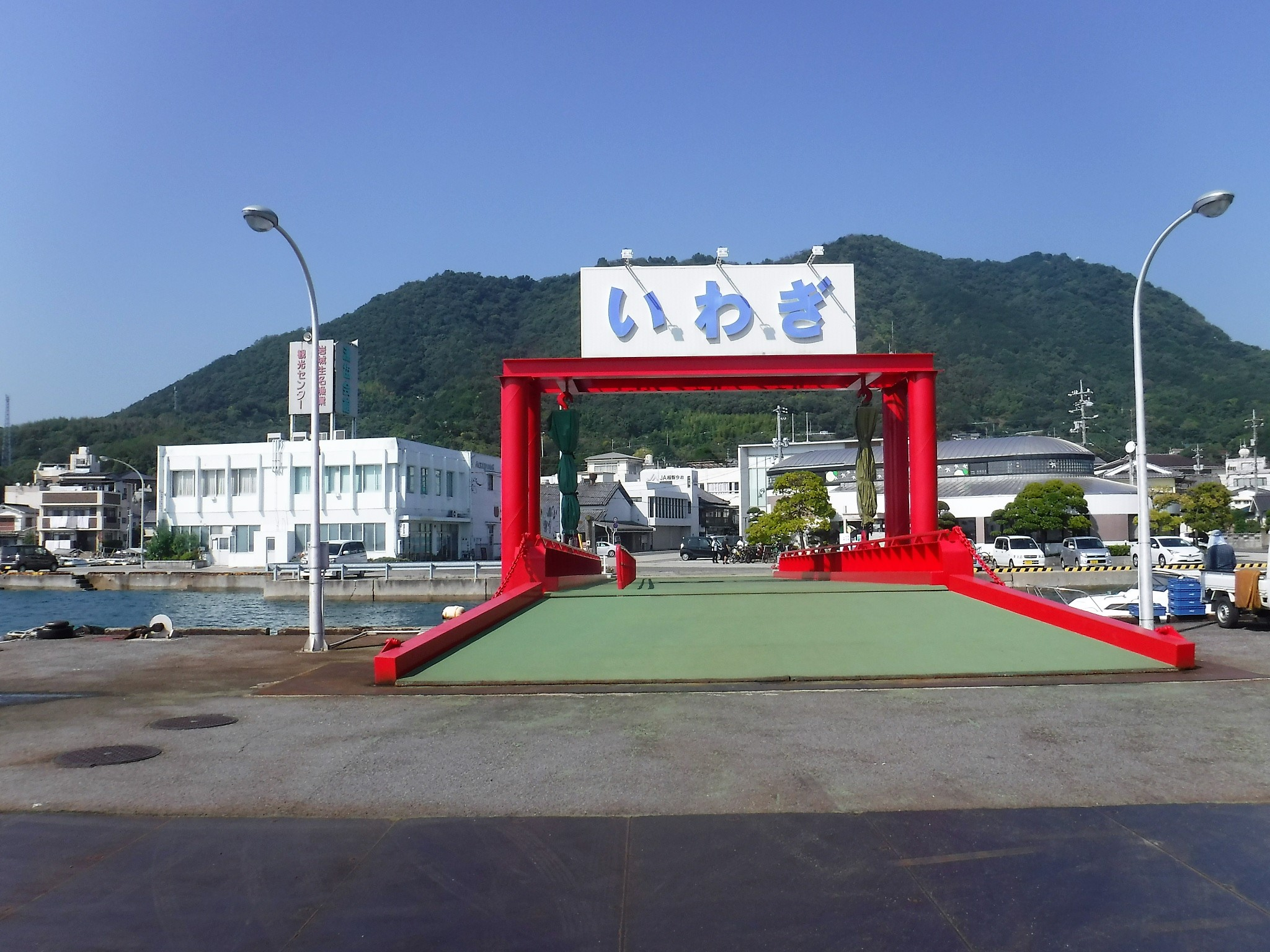
岩城港の桟橋

岩城漁港（いわぎぎょこう）は、愛媛県越智郡上島町岩城（岩城島）にある漁港。管理者は上島町。

## 概要
岩城汽船と芸予汽船の旅客船が発着し「岩城港」「岩城」と表記している。
また、「かみじまちょう・いわぎ海の駅」として登録されている。

## 航路
- 岩城汽船
  - 岩城港 - 長江港（岩城島）- 土生港（因島）
- 芸予汽船
  - 今治港 - 友浦港（大島）- 木浦港（伯方島） - 岩城 - 佐島 - 弓削港（弓削島）- 生名港（生名島）- 土生港（因島）